# Toppenish
Toppenish är en ort i Yakima County i delstaten Washington. Vid 2010 års folkräkning hade Toppenish 8 949 invånare.